# 約奧奈湖
約奧奈湖（俄语：Ёонай），是俄羅斯的湖泊，位於該國東北部楚科奇自治區，由楚科奇縣負責管轄，長10公里、寬3公里，面積27.8平方公里，海拔高度26米，集水區面積193平方公里。